# Larry Page
Lawrence Edward Page (sinh ngày 26 tháng 3 năm 1973 tại Lansing, Michigan) là một doanh nhân Mỹ, người đồng sáng lập ra công cụ tìm kiếm Google cùng với Sergey Brin. Page hiện là giám đốc điều hành (CEO) của Alphabet Inc, công ty mẹ của Google. Ông đảm nhiệm vai trò này từ tháng 7 năm 2015. Vị trí giám đốc điều hành của Google hiện tại do Sundar Pichai đảm nhiệm. Theo Larry Page, Alphabet là công ty đang tìm ra những cách tạo ra những tiến bộ lớn trong rất nhiều ngành công nghiệp.
Tính đến tháng 1 năm 2022, Page là người giàu thứ năm trên thế giới, với giá trị tài sản ròng là 130 tỉ đô la.

## Thời niên thiếu
Larry Page là con trai của Carl Victor Page, giáo sư chuyên ngành khoa học máy tính và trí tuệ nhân tạo tại Đại học Tiểu bang Michigan. Mẹ là Gloria Page, một trong những cử nhân đầu tiên thuộc ngành khoa học máy tính tốt nghiệp tại Đại học Tiểu bang Michigan và là một người gốc Do Thái. Ngoài ra, Page còn có một người anh là Carl Victor Page, Jr., đồng sáng lập ra eGroups, sau này được bán lại cho Yahoo! với giá cỡ nửa tỷ đô.
Page vào học trường Montessori ở Lansing rồi tốt nghiệp trường Trung học East Lansing. Page có bằng cử nhân khoa học ngành kỹ sư máy tính loại danh dự tại Đại học Michigan và bằng thạc sĩ tại Đại học Stanford. Tại Đại học Michigan, Page là thành viên của đội xe hơi dùng năng lượng Mặt trời và là chủ tịch hội HKN.

## Công việc kinh doanh
Trong quá trình học Ph.D ngành khoa học máy tính tại Stanford, Page gặp Serger Brin. Họ đã cùng nhau khai trương cỗ máy tìm kiếm Google vào năm 1998. Google hoạt động dựa vào kỹ thuật đã được cấp bằng sáng chế, PageRank. Larry Page hiện vẫn chưa hoàn thành việc học tiến sĩ tại Stanford.
Năm 2006, Page và Brin cũng tậu cho mình 1 chiếc Boeing 767 đã qua sử dụng rồi trang hoàng lại nó để dùng cho công việc kinh doanh và nhu cầu cá nhân. Nội thất trong máy bay dự tính được thiết kế lại bởi nhà thiết kế nội thất máy bay Leslie Jennings; tuy nhiên, một cuộc tranh luận mang tính pháp lý đã nổ ra và chủ cũ của chiếc máy bay đã phải cho hoãn việc nâng cấp nó. Khi được tu sửa lại, chiếc máy bay có thể chở đến 50 hành khách và còn có cả một chiếc giường cỡ lớn kiểu California.
Vào năm 2007, cùng với Brin và Eric E. Schmidt, Larry Page được tạp chí PC World bình chọn là nhân vật quan trọng số một trong số 50 người quan trọng nhất của thế giới web. Page cũng đầu tư vào Tesla Motors, công ty đang phát triển chiếc Tesla Roadster, một dạng xe dùng điện có thể chạy 250 dặm.
Diễn đàn World Economic vinh danh Page như một nhà lãnh đạo toàn cầu trong tương lai. Còn X PRIZE thì ủy thác Page vào trong hội đồng của họ.